# Liste der Biografien/Mk
Liste der Biografien |
Portal Biografien |
Personensuche
# |
A |
B |
C |
D |
E |
F |
G |
H |
I |
J |
K |
L |
M |
N |
O |
P |
Q |
R |
S |
T |
U |
V |
W |
X |
Y |
Z |
?
 
Ma |
Mb |
Mc |
Md |
Me |
Mf |
Mg |
Mh |
Mi |
Mj |
Mk |
Ml |
Mm |
Mn |
Mo |
Mp |
Mq |
Mr |
Ms |
Mt |
Mu |
Mv |
Mw |
Mx |
My |
Mz
Die Liste der Biografien führt alle Personen auf, die in der deutschsprachigen Wikipedia einen Artikel haben. Dieses ist eine Teilliste mit 35 Einträgen von Personen, deren Namen mit den Buchstaben „Mk“ beginnt.

## Mk
- MK (* 1974), US-amerikanischer DJ und MusikproduzentMK (* 1974)

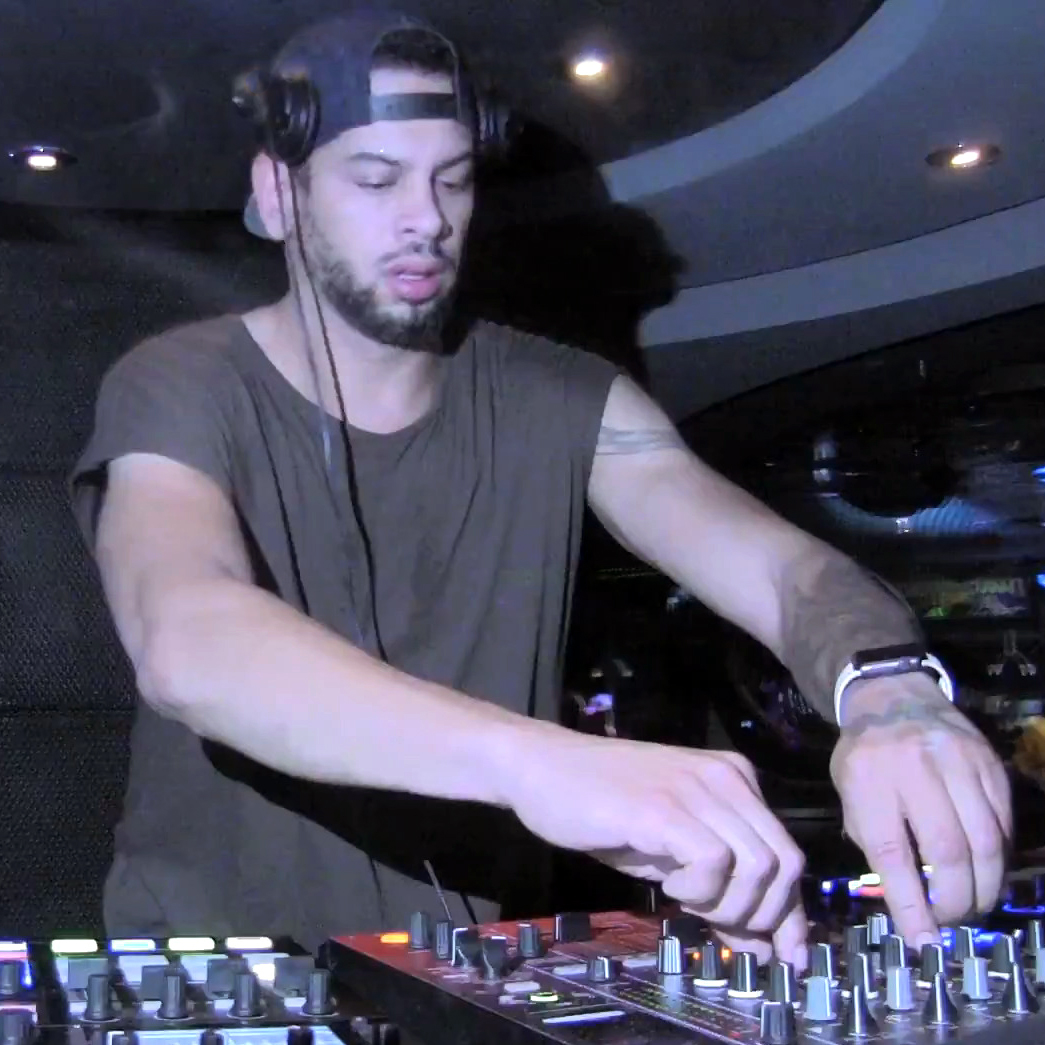
MK (* 1974)

### Mka
- Mkademi, Emir (* 1978), tunesischer Fußballspieler
- Mkapa, Benjamin William (1938–2020), tansanischer Politiker, Präsident von Tansania (1995–2005)

### Mke
- Mkenda, Adolf (* 1963), tansanischer Politiker und Minister

### Mkh
- Mkhabela, Nefisa (* 2001), südafrikanische Schauspielerin
- Mkhaliphi, Mcebo (* 1995), eswatinischer Sprinter
- Mkhari, Amos († 2014), südafrikanischer Fußballspieler
- Mkhatshwa, Smangaliso (* 1939), südafrikanischer Priester und Politiker
- Mkheidze, Luka (* 1996), französischer Judoka georgischer Abstammung
- Mkhize, Afrika, südafrikanischer Jazzpianist
- Mkhize, Dudu, Schauspielerin
- Mkhize, Themba (* 1957), südafrikanischer Jazzmusiker
- Mkhize, Zweli (* 1956), südafrikanischer Politiker
- Mkhonza, Sarah (* 1957), swasiländische Schriftstellerin, Pädagogin und Frauenrechtsaktivistin
- Mkhori, Felix Eugenio (1931–2012), malawischer Geistlicher, römisch-katholischer Bischof von Lilongwe
- Mkhwebane, Busisiwe (* 1970), südafrikanische Juristin, Public Protector von Südafrika

### Mko
- Mkoba, Adriani (1926–1995), tansanischer Geistlicher, römisch-katholischer Bischof von Morogoro
- Mkojan, Hrajr (* 1986), armenischer Fußballspieler

### Mkr
- Mkrtchian, Agapi (* 1956), Übersetzerin
- Mkrttschjan, Armen (* 1973), armenischer Ringer
- Mkrttschjan, Artur (1959–1992), armenischer Politiker, Präsident der Republik Arzach
- Mkrttschjan, Jerwand (* 1996), armenischer Mittelstreckenläufer
- Mkrttschjan, Karlen (* 1988), armenischer Fußballspieler
- Mkrttschjan, Lewon (* 1965), armenischer Politiker, Abgeordneter
- Mkrttschjan, Lilit (* 1982), armenische Schachspielerin
- Mkrttschjan, Mher (1930–1993), sowjetischer und armenischer Theater- und FilmschauspielerMher Mkrttschjan (1930–1993)

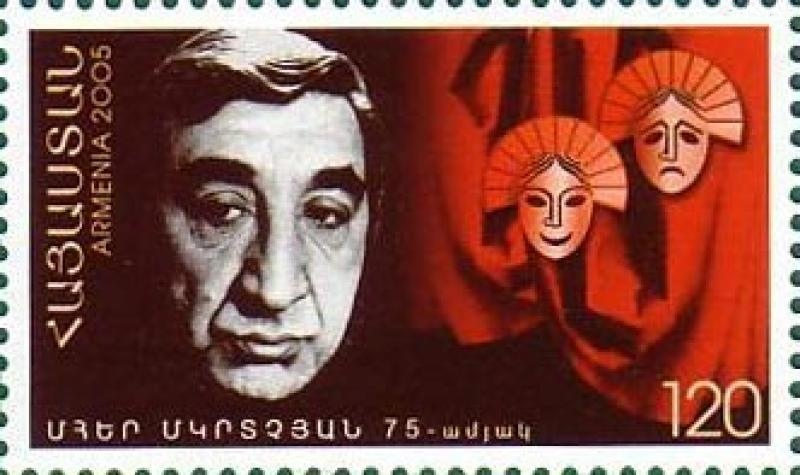
Mher Mkrttschjan (1930–1993)

- Mkrttschjan, Rasmik (* 1998), armenischer Sprinter
- Mkrtytschan, Grigori Mkrtytschewitsch (1925–2003), russischer Eishockeyspieler

### Mku
- Mkuchika, George (* 1948), tansanischer Politiker und Minister
- Mkude, Telesphore (* 1945), tansanischer Geistlicher und römisch-katholischer Bischof von Morogoro
- Mkulo, Mustafa (1946–2024), tansanischer Politiker
- Mkusa, Emilia, namibische Politikerin und Diplomatin

### Mkw
- Mkwanazi, Ronald (* 1959), südafrikanischer Schauspieler
- Mkwayi, Wilton (1923–2004), südafrikanischer Anti-Apartheid-Aktivist, Gewerkschafter und Politiker
- Mkwayu, Mwanaamina (* 2005), tansanische Leichtathletin